# Ultrafinitismo
Nella filosofia della matematica, l'ultrafinitismo, detto anche ultraintuizionismo, è una
variante estremista del finitismo.
Gli ultrafinitisti negano l'esistenza dell'insieme infinito degli interi naturali N, 
in quanto non può mai essere completato (v. infinito completato).
Inoltre gli ultrafinitisti si preoccupano degli impedimenti fisici che si oppongono alla costruzione effettiva degli oggetti matematici. Quindi alcuni ultrafinitisti negano, ad esempio, l'esistenza del valore della funzione pavimento (la parte intera, escludendo i decimali) del primo numero di Skewes: esso è un numero grandissimo che si definisce ricorrendo alla funzione esponenziale tramite la formula
{\displaystyle \exp(\exp(\exp(79)))\,=\,e^{e^{e^{79}}}} .
La ragione sta nel fatto che nessuno ha finora calcolato il numero naturale che fornisce il valore della parte intera di questo numero reale, oltre al fatto che appare fisicamente impossibile effettuare tale calcolo.
L'ultrafinitismo è una variante del costruttivismo, anche se i costruttivisti
in generale giudicano la filosofia come un'attività intrattabilmente estrema. Il fondamento logico dell'ultrafinitismo risulta per molti studiosi poco chiaro. Il logico costruttivista Anne Sjerp Troelstra per esempio, nella sua opera Constructivism in Mathematics (1988), liquida l'ultrafinitismo dicendo che "al presente non dispone di uno sviluppo soddisfacente". Questa non è tanto una obiezione filosofica, ma piuttosto la semplice constatazione che non vi è nulla di abbastanza preciso nell'ultrafinitismo che possa essere incluso in un'opera rigorosa di logica matematica.
Uno dei maggiori sostenitori dell'ultrafinitismo è stato, a partire dal 1959, il matematico russo Aleksandr Esenin-Volpin.
Altre considerazioni sulla possibilità di evitare numeri tanto grandi da non potersi maneggiare si possono basare
sulla teoria della complessità computazionale; a queste si può collegare la nozione di numero praticabile.